# Peneque el Valiente
Peneque el Valiente es un personaje de ficción de una compañía de títeres de teatro infantil. 
Fue creado por el extremeño Miguel Pino en 1958. Su primera aparición fue en 1959 en una gira por distintas localidades de España y su voz original fue interpretado por su creador. A lo largo de 54 años la compañía de teatro Producciones Infantiles Miguel Pino ha actuado en los principales escenarios de España y Europa, realizando en televisión y radio programas propios con un gran éxito. Varias han sido las autoridades que han felicitado y reconocen la trayectoria de esta compañía que cumplió 50 años en 2009. Sus hijos Miguel y Antonio continúan con la tradición de Las Aventuras de Peneque el Valiente, reconocido en 14 ciudades españolas que han colocado monumentos del títere en parques, colegios y bibliotecas.
La voz de Peneque era interpretada por su creador hasta finales de la década de los años 1980, siendo sustituido por su hijo, Antonio Pino del Olmo.
Las representaciones en las que aparece este personaje están recogidas dentro del espectáculo "Las Aventuras de Peneque el Valiente" que es representada en numerosas localidades de España y, desde 2014, en Estados Unidos.
Peneque luce traje de numerosos colores, bufanda verde y sombrero marinero de color marrón. El resto de personajes representados en este espectáculo de títeres visten colores llamativos y reciben nombres característicos al tratarse de una obra dirigida a niños. Peneque siembre esboza una amplia sonrisa y es llamado por los más pequeños al grito de:
- "Peneque, Peneque... ¿Dónde te metes?".

Se llegaron a crear muñecos en su forma para venta comercial, figuritas (chapas) y una abundante memorabilia oficial y extraordinaria. Sus aventuras han podido disfrutarse en eventos de relieve como son la Bienal de Flamenco de Sevilla o la de Málaga.

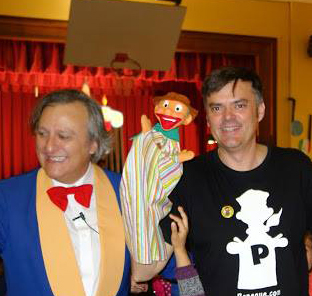
Los hermanos Pino junto a su títere principal, Peneque el Valiente, en Miami, Estados Unidos

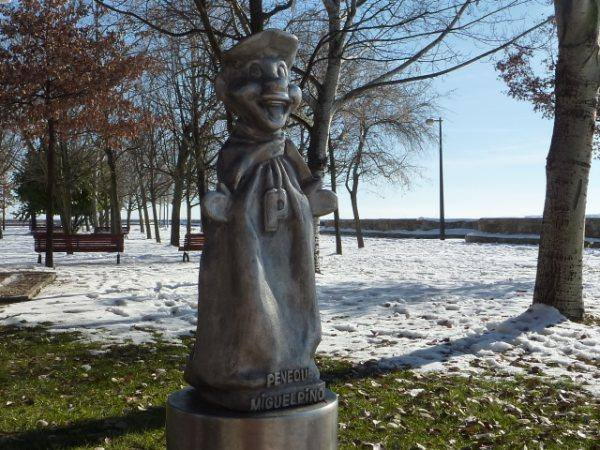
Estatua de Peneque el Valiente en Astorga (León)

## Un personaje internacional
A nivel internacional, debutó primero en Estados Unidos, en 2014 en las ciudades de Miami y Washington, compartiendo protagonismo con un títere caracterizado como Bernardo de Gálvez.

## Televisión
Sus aventuras han sido grabadas en DVD y han sido emitidas en Canal Sur Televisión en el programa "La Banda" y en otras cadenas de ámbito local de la provincia de Málaga.

## Canción de Peneque
Peneque el Valiente
los niños adora
y a todos del mal
los protegerá
Peneque es muy fuerte
y sabe cuidarse
y a todo lo malo
remedio pondrá
Peneque , Peneque dónde te metes
Peneque, Peneque sal de una vez.
Si viene la bruja
y el lobo tragón
llamas a Peneque
con esta canción.
ESTRIBILLO
Peneque es valiente
yo soy como él
vamos con Peneque
cantemos con él.

## Monumentos
Peneque el Valiente cuenta con numerosas estatuas de homenaje de pequeño formato repartidas por diversos pueblo de España. La primera en inaugurase fue en Quesada (Jaén) en el año 2009.
- La Herradura (Granada)
- Sorbas (Almería)
- Villanueva de la Serena (Provincia de Badajoz)
- Cabeza del Buey (Badajoz)
- Astorga (León)
- Trujillo (Cáceres)
- Málaga
- Pizarra (Málaga)
- Cáceres[6]
- Quesada (Jaén)
- Bailén (Jaén)
- Herrera (Sevilla)
- Jódar (Jaén)
- Ècija (Sevilla)
- Rincón de la Victoria (Málaga)